# Ханамиров, Александр Рубенович
Александр Рубенович Ханамиров (25 октября 1901 года, Карс — 1983) — советский ученый, специалист в области отоларингологии. Доктор медицинских наук, профессор. Заслуженный деятель науки РСФСР. Заведующий ЛОР-кафедрой Ростовского медицинского института (1953—1979). Участник Великой Отечественной войны.

## Биография
Александр Рубенович Ханамиров родился 25 октября 1901 года в г. Карс (Армения, ныне Турция). Там же прошли его детство и юность. Его отец служил контролёром по городскому освещению, торговал. В 1918 году город Карс был оккупирован турецкими войсками. Армянской семье Александра Рубеновича бежала в северную Армению, затем в Ростов-на-Дону, где была большая армянская диаспора.
В 1920 году А. Р. Ханамиров окончил школу, но к её окончанию, с 1918 года работал учителем армянского языка в армянской школе им. Рибсимэ в Ростове. В 1920 году поступил на медицинский факультет Северо-Кавказского университета, который окончил в 1926 году. в годы учебы подрабатывал завхозом библиотеки им. Налбандяна, делопроизводителем хлебопекарни Донисполкома, дезинфектором 2-го летучего дезинфекционного отряда Ростова-на-Дону. С 1922 года работал на кафедре нормальной анатомии препаратором и муляжистом, потом преподавателем Ростовского медицинского института.
По окончании учебы Александр Рубенович работал препаратором на кафедре нормальной анатомии. Три года учился в аспирантуре Ростовского медицинского института, потом работал ассистентом кафедры. Под научным руководством заведующего кафедры профессора К. З. Яцуты Александр Рубенович подготовил материалы для диссертации, опубликовал ряд научных работ по анатомии сосудов и нервов. Защитил кандидатскую диссертацию на тему: «Аномальные начало и ход правой подключичной артерии, их влияние на топографию пищевода, нижнего гортанного нерва и их практическое значение».
В последующем стажировался на кафедре у профессора Л. Е. Комендантова, где занимался оториноларингологией. С 1927 по 1931 год Александр Рубенович одновременно работал преподавателем анатомии и муляжистом. Некоторое время работал в поликлинике Северо-Кавказской железной дороги. С 1938 года работал ассистентом ЛОР кафедры, где до 1941 года занимался вопросами лечения папилломатоза гортани, ринолитами, мозговыми грыжами и др.
В годы Великой Отечественной войны был главным оториноларингологом Калининского, Первого Прибалтийского фронтов, занимался лечением больных и раненых, организацией научных конференции с привлечением оториноларингологов.
После войны Александр Рубенович вернулся на работу в Ростов-на-Дону, в 1953 году был избран заведующим кафедрой оториноларингологии Ростовского медицинского института (ныне Ростовский государственный медицинский университет). Занимался обустройством разрушенного хозяйства, расширением и строительством помещений, расширением состава кафедры.  В 1957 году Александр Рубенович защитил докторскую диссертацию на тему, связанную с восстановления хирургическим путем слуха при отосклерозе. Долгие годы он работал главным оториноларингологом Ростовской области.

## Награды и звания
- Орден Красной Звезды
- Орден Отечественной войны II степени
- Заслуженный деятель науки РСФСР

## Труды
- «К анатомии предгрудинной мышцы» Известия СКГУ, 1927, т. II (XII), с. 93-98. Ростов-на-Дону.
- «Мозговые грыжи и схожие с ними образования». Вестник ринолярингоотиатрии, 1927, № 2, с.216-221.
- «Просветление височной кости с инъецированным лабиринтом (с демонстрацией препаратов)». Вестник ринолярингоотиатрии, 1928, № 3. С.442.
- «О топографии мерцательного эпителия в гортани человека». Вестник ринолярингоотиатрии, 1929, № 5-6.С.437-449. Доклад на I Съезде оториноларингологов Северного Кавказа, 1928 г.
- «Статистическое исследование вариаций нижней артерии щитовидной железы у человека». Медицинская мысль, 1929. С. 13-21. Ростов-на-Дону.
- «Случай частичного отсутствия большой грудной мышцы». Бюллетень общества анатомов, 1929, вып. 2. с. 10-11. Ростов-на-Дону.
- «Случай третьей грудной мышцы». Бюллетень общества анатомов, 1929, вып. 2. С. 11-12.
- «Два случая ненормального начала и хода правой подключичной артерии». Там же. С. 19-20.
- «Некоторые вариации подключичной и позвоночной артерий», III съезд хирургов Северо-Кавказского края. Ростов-на-Дону, 1929. С. 16.
- «Несколько случаев двукорневой позвоночной артерии». Известия СКГУ. 1929 г. 13 стр.
- «Способы изготовления муляжей». Советский Музей. Москва. 1936, № 5.С.96-107.
- «Вращающийся гиполарингоскоп». Совместно с В. Д. Тахтамышевым. Сборник трудов Ростовской ЛОР клиники. 1972. С. 250—254.
- «Применение носо-трахеальной интубации при решении показаний к трахеостомии и для облегчения деканюляции». Совместно с Г. Е. Миленко. Сборник трудов Ростовской ЛОР клиники. 1972. С. 311—313.